# Victor Duruy
Jean Victor Duruy (11 de septiembre de 1811 - 25 de noviembre de 1894) fue un historiador y hombre de Estado francés.
Nació en París, era hijo de un obrero de fábrica, y al principio tuvo la intención de seguir el oficio de su padre. Habiendo pasado brillantemente por la École Normale Supérieure, donde estudió con Jules Michelet. Acompañó como secretario a Michelet en sus viajes por Francia. En 1836, con sólo 24 años de edad, sustituyó a Michelet en la École Normale. La mala salud lo obligó a renunciar, y la pobreza hizo que emprendiera la tarea de escribir una extensa serie de libros de texto escolares que lo hicieron muy conocido.
Después se dedicó a la enseñanza en la escuela secundaria, ocupando su lugar en el  Liceo Enrique IV de París durante más de un cuarto de siglo. Ya conocido como historiador por su Histoire des Romains et des peuples soumis à leur domination (7 volúmenes, 1843-1844), Napoleón III le nombró asistente para la realización de su biografía de Julio César. El talento que demostró en esta ocasión fue reconocido por el Emperador, siendo designado Ministro de Educación en 1863. En este cargo trabajó incesantemente, promoviendo reformas amplias y liberales que le supusieron la hostilidad por parte del partido clerical. A pesar de la gran oposición nacional a sus ideas para la educación, en 1868 contribuyó a la reforma de la Escuela Secundaria de Galatasaray(junto a Estambul) en estricta concordancia con su modelo secular, de la que sería la primera institución de educación superior de estilo occidental del Estado en el Imperio Otomano. 
Entre sus medidas figuran la reorganización de la enseñanza superior (enseignement special), la fundación de las conferences publiques, que llegaron a ser universales en toda Francia, y de un programa de enseñanza secundaria para muchachas dado por profesores laicos, además introdujo la historia moderna y las lenguas modernas en el currículo de los lycées y de los colegios. Mejoró mucho la calidad de la enseñanza primaria en Francia, y propuso hacerla obligatoria y gratuita, pero no logró obtener el apoyo Emperador para esta medida. En el nuevo gabinete que resultó de las elecciones de 1869, Duruy fue reemplazado por Louis Olivier Bourbeau, y fue designado senador. Después de la caída del Imperio no participó en la política, con excepción de una candidatura sin éxito para el senado en 1876. Desde 1881 a 1886 sirvió como miembro del Conseil Supérieur de l'Instruction Publique. En 1884 fue elegido por la Academia francesa para suceder a François Mignet.
Como historiador Duruy apuntó en sus obras a una gráfica y pintoresca narrativa que haría popular sus temas. Su fama, sin embargo, radica principalmente en la edición revisada de su historia romana, que se publicó en una forma muy ampliada en 5 volúmenes con el título de Histoire des Romains depuis les temps les plus reculés jusqu'à la mort de Théodose (1879-1885), realmente una gran obra; una edición magníficamente ilustrada fue publicada de 1879 a 1885 (la traducción al idioma inglés fue realizada por W. J. Clarke, en 6 volúmenes, 1883-1886). Su Histoire des Grecs, ilustrada del mismo modo, apareció en 3 volúmenes de 1886 a 1891 (traducción al inglés en 4 volúmenes, 1892). Él fue editor, desde sus comienzos en 1846, de la Histoire universelle, publiée par une société de professeurs et de savants, para la cual él mismo escribió "Histoire sainte d'après la Bible," "Histoire grecque," "Histoire romaine," "Histoire du moyen âge," "Histoire des temps modernes," y "Abrégé de l'histoire de France."
Sus otras obras incluyen Atlas historique de la France accompagné d'un volume de texte (1849) (Atlas histórico de Francia acompañado de un volumen de texto); Histoire de France de 1453 à 1815 (1856), de la cual una edición ampliada e ilustrada fue publicada como Histoire de France depuis l'invasion des Barbares dans la Gaule romaine jusqu'à nos jours (1892); Histoire populaire de la France (1862-1863); Histoire populaire contemporaine de la France (1864-1866); Causeries de voyage: de Paris à Vienne (1864); e Introduction générale à l'histoire de France (1865).
Una biografía fue escrita por Ernest Lavisse y se publicó en 1895 con el título de Un Ministre: Victor Duruy. Véase también la reseña de Jules Simon (1895), y Portraits et souvenirs de Gabriel Monod (1897).